# دنيسون (تكساس)
دنيسون، تكساس

دنيسون (بالإنجليزية: Denison)‏ هي مدينة أمريكية تقع في ولاية تكساس.تبلغ مساحة هذه المدينة 59.3 (كم²)،ويبلغ عدد سكانها 24127 نسمة حسب إحصاء سنة 2010 م. تشير إحصاءات سنة 2000م بأن الكثافة السكانية في هذه المدينة تقدر بـ(412) نسمة/كم2.

## التركيبة السكانية
حدّد مكتب تعداد الولايات المتحدة بيانات التركيبة السكانية لدنيسون في تعداد الولايات المتحدة. في ما يلي، التركيبة السكانية حسب تعدادي 2000 و2010.

### تعداد عام 2000
بلغ عدد سكان دنيسون 22,773 نسمة بحسب تعداد عام 2000، وبلغ عدد الأسر 9,185 أسرة وعدد العائلات 6,136 عائلة مقيمة في المدينة. في حين سجلت الكثافة السكانية 302.6 نسمة لكل كيلومتر مربع (783.7/ميل2). وبلغ عدد الوحدات السكنية 10,309 وحدة بمتوسط كثافة قدره 137 لكل كيلومتر مربع (354.8/ميل2).
وتوزع التركيب العرقي للمدينة بنسبة 84.02% من البيض و8.62% من الأمريكيين الأفارقة و1.67% من الأمريكيين الأصليين و0.46% من الأمريكيين ذوي الأصول الآسيوية و0.06% من سكان جزر المحيط الهادئ و2.19% من الأعراق الأخرى و2.98% من عرقين مختلطين أو أكثر و5.23% من الهسبانيون أو اللاتينيون من أي عرق.
بلغ عدد الأسر 9,185 أسرة كانت نسبة 33.8% منها لديها أطفال تحت سن الثامنة عشر تعيش معهم، وبلغت نسبة الأزواج القاطنين مع بعضهم البعض 48.1% من أصل المجموع الكلي للأسر، ونسبة 14.4% من الأسر كان لديها معيلات من الإناث دون وجود شريك، بينما كانت نسبة 4.3% من الأسر لديها معيلون من الذكور دون وجود شريكة وكانت نسبة 33.2% من غير العائلات. تألفت نسبة 29.1% من أصل جميع الأسر من عدة أفراد يعيشون في نفس المنزل ونسبة 14.4% كانت تتألف من شخص يعيش بمفرده يبلغ من العمر 65 عاماً أو أكثر. وبلغ متوسط حجم الأسرة المعيشية 2.43، أما متوسط حجم العائلات فبلغ 2.97.
بلغ العمر الوسطي للسكان 38.5 عاماً. وكانت نسبة 24.6% من القاطنين تحت سن الثامنة عشر، وكانت نسبة 8.5% بين الثامنة عشر والرابعة والعشرين عاماً، ونسبة 26.6% كانت واقعةً في الفئة العمرية ما بين الخامسة والعشرين والرابعة والأربعين عاماً، ونسبة 22.3% كانت ما بين الخامسة والأربعين والرابعة والستين، ونسبة 16% كانت ضمن فئة الخامسة والستين عاماً فما فوق. يوجد لكل 100 أنثى 90.4 ذكر، ويوجد لكل 100 أنثى في الثامنة عشر من عمرها فما فوق 85.4 ذكر.
بلغ متوسط دخل الأسرة في المدينة 31,474 دولارًا، أما متوسط دخل العائلة فبلغ 39,820 دولارًا. وكان متوسط دخل الذكور 30,459 دولارًا مقابل 21,451 دولارًا للإناث. وسجل دخل الفرد الخاص بالمدينة 17,685 دولارًا. وكانت نسبة 11.9% من العائلات ونسبة 14.7% من السكان تحت خط الفقر، وكان من هؤلاء نسبة 22.3% تحت سن الثامنة عشر ونسبة 11.8% في الخامسة والستين من العمر وما فوق.

### تعداد عام 2010
بلغ عدد سكان دنيسون 22,682 نسمة بحسب تعداد عام 2010، وبلغ عدد الأسر 9,093 أسرة وعدد العائلات 5,934 عائلة مقيمة في المدينة. في حين سجلت الكثافة السكانية 301.3 نسمة لكل كيلومتر مربع (780.4/ميل2). وبلغ عدد الوحدات السكنية 10,373 وحدة بمتوسط كثافة قدره 137.8 لكل كيلومتر مربع (356.9/ميل2).
وتوزع التركيب العرقي للمدينة بنسبة 82.27% من البيض و9.28% من الأمريكيين الأفارقة و2.06% من الأمريكيين الأصليين و0.59% من الأمريكيين ذوي الأصول الآسيوية و0.07% من سكان جزر المحيط الهادئ و2.61% من الأعراق الأخرى و3.13% من عرقين مختلطين أو أكثر و8.80% من الهسبانيون أو اللاتينيون من أي عرق.
بلغ عدد الأسر 9,093 أسرة كانت نسبة 32% منها لديها أطفال تحت سن الثامنة عشر تعيش معهم، وبلغت نسبة الأزواج القاطنين مع بعضهم البعض 43.2% من أصل المجموع الكلي للأسر، ونسبة 16.4% من الأسر كان لديها معيلات من الإناث دون وجود شريك، بينما كانت نسبة 5.7% من الأسر لديها معيلون من الذكور دون وجود شريكة وكانت نسبة 34.7% من غير العائلات. تألفت نسبة 29.5% من أصل جميع الأسر من عدة أفراد يعيشون في نفس المنزل ونسبة 13.6% كانت تتألف من شخص يعيش بمفرده يبلغ من العمر 65 عاماً أو أكثر. وبلغ متوسط حجم الأسرة المعيشية 2.45، أما متوسط حجم العائلات فبلغ 3.01.
بلغ العمر الوسطي للسكان 39.8 عاماً. وكانت نسبة 24% من القاطنين تحت سن الثامنة عشر، وكانت نسبة 8.3% بين الثامنة عشر والرابعة والعشرين عاماً، ونسبة 23.5% كانت واقعةً في الفئة العمرية ما بين الخامسة والعشرين والرابعة والأربعين عاماً، ونسبة 27.1% كانت ما بين الخامسة والأربعين والرابعة والستين، ونسبة 17.1% كانت ضمن فئة الخامسة والستين عاماً فما فوق. وتوزع التركيب الجنسي للسكان بنسبة 47.2% ذكور و52.8% إناث.

## توأمة
لدنيسون (تكساس) اتفاقيات توأمة مع:
- كونياك

## أعلام
- دوايت أيزنهاور
- تيكس كوفنغتون
- جون هيلرمان
- مايك هاينز
- بوكر إيرفن
- تشيسلي سولنبرغر